# Auto-Ordnance ZG-51 Pitbull
Le pistolet  Auto-Ordnance ZG-51 Pitbull, produit  depuis 1992, est une version très compacte du Colt M1911A1. La face droite de la glissière arbore le dessin de chien de race pitbull à l'arrêt. 

## Présentation
Proche du Colt Officer's ACP, cette arme de poing est destinée à la défense personnelle. Ainsi  canon est réduit à 89 mm (3 1/2 pouces) et non 127 mm (5 pouces).Ce pistolet fonctionne à simple action selon le système Browning-Colt. Il est fabriqué en acier au carbone ou inox. Enfin ses instruments de visée    sont  fixes à trois points alignés et ses plaquettes de crosse sont en  caoutchouc noir.

## Données techniques
- Calibre : 11,43 mm
- Munition : .45 ACP
- Longueur totale : 18,4 cm
- Longueur du canon : 89 mm
- Capacité du chargeur   : 6 coups
- Poids du pistolet chargé :   1 020 g

## Sources
- Collectif,« Auto-Ordnance Thompson modèle ZG-51 « Pitbull ». », www.encyclopedie-des-armes.com consulté en février 2025.
- Collectif, « Pistolets automatiques Auto-Ordnance », www.armyrecognition.com consulté en février 2025.